# يوكاتا موكي
يوكاتا انديرلال موكي (من مواليد 7 أكتوبر 1977 في بنغالور، الهند) ممثلة هندية، عارضة أزياء وحاملة لقب ملكة جمال بعدما توجت في مسابقة ملكة جمال العالم 1999. كانت رابع امرأة هندية تفوز بلقب ملكة جمال العالم. كما تم تتويجها ملكة جمال العالم - آسيا وأوقيانوسيا خلال المسابقة.

## بداية حياتها

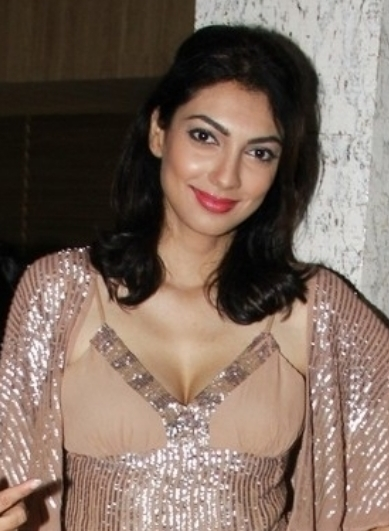
يوكتا موكي في مطعم مانجيامو، مومباي- 2017

درست موكى علم الحيوان في كلية فيناياك غانيش فاز. حصلت موكى على دبلوم في علم الكمبيوتر ودرست الموسيقى الكلاسيكية الهندوستانية لمدة 3 سنين.

## الجوائز

### ملكة جمال الهند
في سن التاسعة عشرة، سجلت موكى نفسها في مسابقة ملكة جمال الهند لعام 1999، حيث تم تصنيفها كمتسابقة. وفي حفلة الختام الكبيرة، توجت كملكة جمال الهند (المركز الثانى) من قبل حاملة اللقب السابقة آنى توماس، وتم منحها حق تمثيل الهند في مسابقة ملكة جمال العالم في عام 1999.

### ملكة جمال العالم
عُقدت الدورة التاسعة والأربعون من مسابقة ملكة جمال العالم في 4 ديسيمبر 1999فى أولمبيا في لندن، وتنافس 93 ممثلاً من جميع أنحاء العالم على هذا اللقب، وفي نهاية الحفل، توجت موكى كملكة جمال العالم لعام 1999 من قبل المتسابقة السابقة لينور أبرجيل من إسرائيل. كما فازت بجائزة ملكة جمال آسيا وأوقيانوسيا أثناء مسابقة ملكة جمال العالم. أصبحت موكى رابع امرأة هندية تفوز بلقب ملكة جمال العالم بعد ريتا فاريا عام 1966، أشواريا راي عام 1994 وديانا هايدن عام 1997.

## الروابط الخارجية
- يوكاتا موكي على موقع IMDb (الإنجليزية)

- Yukta Mookhey في قاعدة بيانات الأفلام على الإنترنت

| الجوائز و الإنجازات | الجوائز و الإنجازات                    | الجوائز و الإنجازات |
| ------------------- | -------------------------------------- | ------------------- |
| سبقه لينا توه       | ملكة جمال العالم ملكة جمال العالم 1999 | تبعه بريانكا شوبرا  |
| سبقه آني توماس      | ملكة جمال الهند 1999                   | تبعه بريانكا شوبرا  |